# Uig (Duirinish)
Uig é um hamlet a 14 mi (23 km) a sudoeste de Uig em Snizort, na costa oriental de Loch Dunvegan, na paróquia civil de Duirinish, Ilha de Skye, na área do concelho de Highland, na Escócia.

## História
O nome "Uig" veio de língua nórdica antiga vík ("baía").